# Lasioptera humulicaulis
Lasioptera humulicaulis är en tvåvingeart som beskrevs av Ephraim Porter Felt 1907. Lasioptera humulicaulis ingår i släktet Lasioptera och familjen gallmyggor.
Artens utbredningsområde är New York. Inga underarter finns listade i Catalogue of Life.